# 十月·长篇小说
《十月·长篇小说》是十月杂志社在2004年创办的一本原创长篇小说杂志，一般被称作“《十月》杂志长篇版”。每期刊发两至三篇原创中文长篇小说，双月一期，全年共六期，每双月10日出版。

## 《十月·长篇小说》发表过的作品
- 宁肯《沉默之门》
- 熊正良《别看我的脸》
- 徐坤《爱你两周半》
- 赵霄《谷弘胭》
- 陈瑶《女人的牌坊》
- 鲁敏《说谎吧，戒指》
- 王辉《新移民》
- 冯唐《朱裳》
- 林白  《妇女闲聊录》
- 张梅《太太团》
- 陈祖芬 《纯真年代》
- 张宝瑞《老庆》
- 石舒清 《底片》
- 里快《美丽的红格尔塔拉河》
- 杨竹安《一个老百姓的五十年》
- 汤吉夫《大学纪事》
- 温燕霞《斜阳外》
- 钱良营《金龙湾》
- 肖克凡《机器》
- 郑彦英《呻唤》
- 李德栋《外婆的十八个谜语》
- 莫言《生死疲劳》
- 阎连科《丁庄梦》
- 李佩甫《等等灵魂》
- 季栋梁《奔命》
- 谈歌《玄武门》
- 李玉文《河父海母》
- 海桀《绝杀》
- 董立勃《暗红》
- 潘灵《翡暖翠寒》
- 郭蕙《米荷》
- 石钟山《锄奸》
- 盛琼《小街西施》
- 常芳《爱情史》
- 何大草《盲春秋》
- 徐风《缘去来》
- 墨白《漫长的两天和两个短暂的季节》
- 刘醒龙 《天行者》》
- 倪学礼   《追赶与呼喊》

## 《十月·长篇小说》与影视改编
- 电视剧《锄奸》，改编自石钟山同名小说。
- 电视剧《小麦进城》，改编自倪学礼小说《追赶与呼喊》。

## 刊号、代号
- 中国刊号：CN11-1102/1
- 国内邮发代号：80-268
- 国外发行代号：BM1888